# 當愛來的時候
《當愛來的時候》，為導演張作驥執導的第6部電影作品，有別於以往導演拍攝的男性題材，本片首度探討女性為母體，以未成年女孩來春未婚懷孕為主軸，是一部關於愛情、親情與成長的電影。
本片受邀為倫敦國際影展觀摩片、台灣高雄電影節第十屆開幕片，以及亞洲釜山國際影展的「大師放映」單元。入圍第47屆金馬獎最佳劇情片、最佳導演等十四個獎項，為該屆入圍獎項最多的電影，最终获得最佳劇情片等四项奖。

## 演員
- 李亦捷飾演 呂來春
- 高盟傑飾演 阿傑，來春的叔叔
- 呂雪鳳飾演 大媽
- 黑面（林郁順）飾演 黑面，來春的爸爸
- 何子華飾演 二媽
- 李品儀飾演 呂來日
- 魏仁清飾演 阿公

以上主要演員除了來春、來日、黑面以外，其它演員角色名稱皆採用本名。
- 吳慷仁飾演 牟宗福，來春男友（特別演出）
- 邱秀敏飾演 來春男友的媽（友情客串）
- 范植偉飾演 禮儀師（友情客串）
- 曾一哲飾演 一哲，黑道友人（友情客串）

## 剧情
黑面是大妈家里的上门女婿，他与情人的女兒來春並非他的親生，情人得大妈收留，一家开海產店为生。来春的叔叔是自閉但有绘画天赋，有时带来春去看鸟。来春与牟宗福发生性关系，可后来春在生日那天与同学讨论性问题，被二妈责骂。后来拿验孕棒查出怀孕，来春一时不知所措想要聯絡牟宗福，但是牟宗福却和别的女人逃走，来春与大妈寻医未果，黑面更对来春大声呵斥。后来黑面突然发病剩一口氣臥病在床。来春与家人互相理解後生下孩子。

## 原聲帶
電影配樂部份由活躍於歐亞兩洲的作曲家吳睿然擔綱，同時也是探戈樂團手風琴手和劇團音樂總監。配樂採用鋼琴、弦樂與手風琴等樂器，創出電影裡憂傷的情緒。主題曲「彼岸」由林尚德製作人詞曲，新人女主角李亦捷演唱。
曲目
1. 灰藍晴空 - Greyish-blue Clear Sky
2. 溪風 - Stream Breeze
3. 閉室 - Enclosed Room
4. 孤吟 - Lonesome Humming
5. 玫瑰色的氣味 - Rose-coloured Scent
6. 暗夜鐘擺 - Pendulum Swing in the Dark
7. 展翼 - Spreading Wings
8. 芒草原的寂寞 - The Loneliness of the Miscanthus Grassland
9. 暖秋風 - Warm Autumn Wind
10. 漫步山谷 - Wandering in the Valley
11. 飛翔 - Gliding
12. 八萬五千六百三十七 - Eighty-five Thousand Six Hundred and Thirty-seven
13. 太陽雨 - Sunshower
14. 彼岸 - The Other Side（詞曲：林尚德；演唱：李亦捷）
15. 玫瑰色的春天 - Rose-coloured Spring
16. 烈焰 - Flaming Fire

## 獎項和榮譽
| 獎項             | 受獎者                        | 結果 |
| 第47屆金馬獎     |                               |      |
| 最佳劇情片       | 當愛來的時候                  | 獲獎 |
| 最佳導演         | 張作驥                        | 提名 |
| 最佳男配角       | 高盟傑                        | 提名 |
| 最佳女配角       | 呂雪鳳                        | 提名 |
| 最佳新演員       | 李亦捷                        | 提名 |
| 最佳原著劇本     | 張作驥                        | 提名 |
| 最佳攝影         | 張展                          | 獲獎 |
| 最佳美術設計     | 彭維民                        | 獲獎 |
| 最佳造型設計     | 潘倫琳                        | 提名 |
| 最佳剪輯         | 張作驥                        | 提名 |
| 最佳音效         | 高盟傑、張朝銘                | 提名 |
| 最佳原創電影音樂 | 吳睿然                        | 提名 |
| 最佳原創電影歌曲 | 彼岸（詞曲林尚德 、唱李亦捷） | 提名 |
| 年度台灣傑出電影 | 當愛來的時候                  | 提名 |
| 觀眾票選最佳影片 | 當愛來的時候                  | 獲獎 |

| 獎項             | 受獎者       | 結果 |
| 第13屆台北電影節 |              |      |
| 最佳劇情長片     | 當愛來的時候 | 獲獎 |
| 最佳編劇獎       | 張作驥       | 獲獎 |
| 最佳女配角獎     | 何子華       | 獲獎 |
| 最佳新演員獎     | 李亦捷       | 獲獎 |

## 外部連結
- 《當愛來的時候》官方部落格 （页面存档备份，存于）
- 當愛來的時候的Facebook專頁
- 張作驥電影工作室有限公司的Facebook專頁
- 張作驥電影情報網 （页面存档备份，存于）
- Yahoo奇摩電影上《當愛來的時候》的資料（繁體中文）
- MSN娛樂上《當愛來的時候》的資料（繁體中文）

- 開眼電影網上《當愛來的時候》的資料（繁體中文）
- 豆瓣电影上《當愛來的時候》的資料 （简体中文）
- 时光网上《當愛來的時候》的資料（简体中文）
- AllMovie上《當愛來的時候》的资料（英文）
- 爛番茄上《當愛來的時候》的資料（英文）
- 香港影庫上《當愛來的時候》的資料（繁體中文）
- 互联网电影数据库（IMDb）上《當愛來的時候》的资料（英文）